# Marcus Fizer
Darnell Marcus Lamar Fizer (Detroit, 10 agosto 1978) è un ex cestista statunitense, professionista nella NBA, in Europa e in Sudamerica.

## Carriera
È stato selezionato dai Chicago Bulls al primo giro del Draft NBA 2000 (4ª scelta assoluta).

## Statistiche

### College
| Anno      | Squadra           | PG | PT | MP   | TC%  | 3P%  | TL%  | RP  | AP  | PRP | SP  | PP   |
| --------- | ----------------- | -- | -- | ---- | ---- | ---- | ---- | --- | --- | --- | --- | ---- |
| 1997-1998 | Iowa St. Cyclones | 30 | 25 | 27,2 | 47,4 | 0,0  | 61,6 | 6,7 | 0,6 | 1,1 | 0,9 | 14,9 |
| 1998-1999 | Iowa St. Cyclones | 30 | 29 | 32,0 | 45,0 | 21,4 | 73,6 | 7,6 | 1,1 | 1,0 | 0,8 | 18,0 |
| 1999-2000 | Iowa St. Cyclones | 37 | 37 | 33,6 | 58,2 | 35,7 | 73,2 | 7,7 | 1,1 | 0,8 | 1,1 | 22,8 |
| Carriera  | Carriera          | 97 | 91 | 31,1 | 51,1 | 29,2 | 70,2 | 7,4 | 1,0 | 0,9 | 0,9 | 18,9 |

### NBA

#### Regular season
| Anno      | Squadra         | PG  | PT | MP   | TC%  | 3P%  | TL%  | RP  | AP  | PRP | SP  | PP   |
| --------- | --------------- | --- | -- | ---- | ---- | ---- | ---- | --- | --- | --- | --- | ---- |
| 2000-2001 | Chicago Bulls   | 72  | 13 | 21,9 | 43,0 | 25,6 | 72,7 | 4,3 | 1,1 | 0,4 | 0,3 | 9,5  |
| 2001-2002 | Chicago Bulls   | 76  | 20 | 25,8 | 43,8 | 17,1 | 66,8 | 5,6 | 1,6 | 0,6 | 0,3 | 12,3 |
| 2002-2003 | Chicago Bulls   | 38  | 0  | 21,3 | 46,5 | 16,7 | 65,7 | 5,7 | 1,3 | 0,4 | 0,4 | 11,7 |
| 2003-2004 | Chicago Bulls   | 46  | 2  | 16,0 | 38,3 | 11,8 | 75,0 | 4,4 | 0,9 | 0,3 | 0,2 | 7,8  |
| 2004-2005 | Milwaukee Bucks | 54  | 0  | 16,7 | 45,5 | 0,0  | 68,0 | 3,2 | 1,2 | 0,5 | 0,2 | 6,2  |
| 2005-2006 | N.O. Hornets    | 3   | 0  | 13,0 | 52,9 | 0,0  | 50,0 | 2,3 | 0,3 | 1,2 | 0,0 | 6,7  |
| Carriera  | Carriera        | 289 | 35 | 20,9 | 43,5 | 19,1 | 69,1 | 4,6 | 1,2 | 0,5 | 0,3 | 9,6  |

#### Massimi in carriera
- Massimo di punti: 30 (2 volte)[1]
- Massimo di rimbalzi: 20 vs Orlando Magic (12 aprile 2004)
- Massimo di assist: 5 (2 volte)
- Massimo di palle rubate: 4 (2 volte)
- Massimo di stoppate: 3 (2 volte)
- Massimo di tiri liberi: 12 vs Orlando Magic (12 aprile 2004)

## Palmarès

### Squadra
- Coppa di Lega israeliana: 1

Maccabi Tel Aviv: 2007

### Individuale
- McDonald's All-American Game (1997)
- NCAA AP All-America First Team (2000)
- NBA All-Rookie Second Team (2001)
- NBDL MVP (2006)
- All-NBDL First Team (2006)